# Vänergaleas

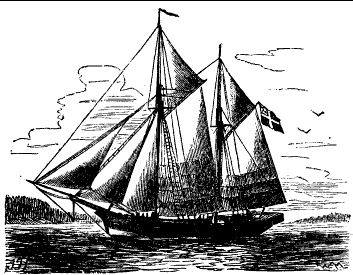
Galeas type du XIXe siècle.

Un Vänergaleas est un type de voilier typique du Vänern en Suède, qui peut être considéré comme un plus grand successeur du type de bateau appelé « bojort ». Les Vänergaleasen ont été adaptées à une zone spéciale d'activité, à savoir le lac Vänern, compris son système d'écluse et de canaux. Les vänergaleasen ont leurs dimensions adaptées aux écluses du canal de Trollhätte.  

## Navigation sur le Vänern
Le lac Vänern est important pour les transports depuis le Moyen Âge . Un des premiers types de navires de charge sur le lac Vänern était le blockskuta (formé à partir d'un dialecte suédois du Värmland, block qui bille de bois, c'est un transporteur de grumes), qui était un navire à voile carrée. Au XVIIe siècle, le bojorten hollandais est devenu un type de bateau courant sur le lac Vänern. Il était à fond plat, porteur (suédois : lastdryg) et plus facile à manipuler que le blockskutan, plus maladroit. En 1799, le Vänerns Seglationsstyrelse a été formé à Kristinehamn avec pour mission de rendre la circulation des bateaux sur le Vänern plus sûre. 

## Caractéristiques techniques
La vänergalease classique mesure 19,8 m de long, 18,55 m à la ligne flottaison, 5,4 m de bau et un tirant d'eau de 2,10 m. Sa capacité de charge est ainsi de 91,8 tonnes. Les mâts sont gréés avec des voiles à corne sur des cornes fixes, "lake rig" . Le mât principal est plus haut que le mât de mizzaine. 
La caractéristique est son gréement haut avec hunier sur brut (suédois : toppsegel på rå), principalement gréé pour les canaux fermés, le Canal de Dalslands, Canal Göta et Göta älv . De plus, les vänergalease attrapent le vent sur les collines boisées autour des ports naturels au bord du lac, d'où le nom de « lake rig ». De plus, il existe un foc (klyvarbom) avec deux (försegel). L'étrave (suédois : stäven) est en saillie et la poupe (suédois : aktern) est ronde ou à larges épaules. 
La vänergalesen est construit à franc-bord (entièrement recouvert de décoration dans la pièce).

## Exemples de vänergaleas

### Mathilda
Mathilda est une vänergales typique. Elle s'est fait connaître comme le premier navire du capitaine et armateur Axel Broström. Il existe trois modèles; un au musée maritime de Göteborg, un autre au Vänermuseet à Lidköping et un dans les collections de Stockholm du musée d'histoire maritime, acheté à Broströms Rederi AB en 1975. Les modèles sont différents. 

### Mina

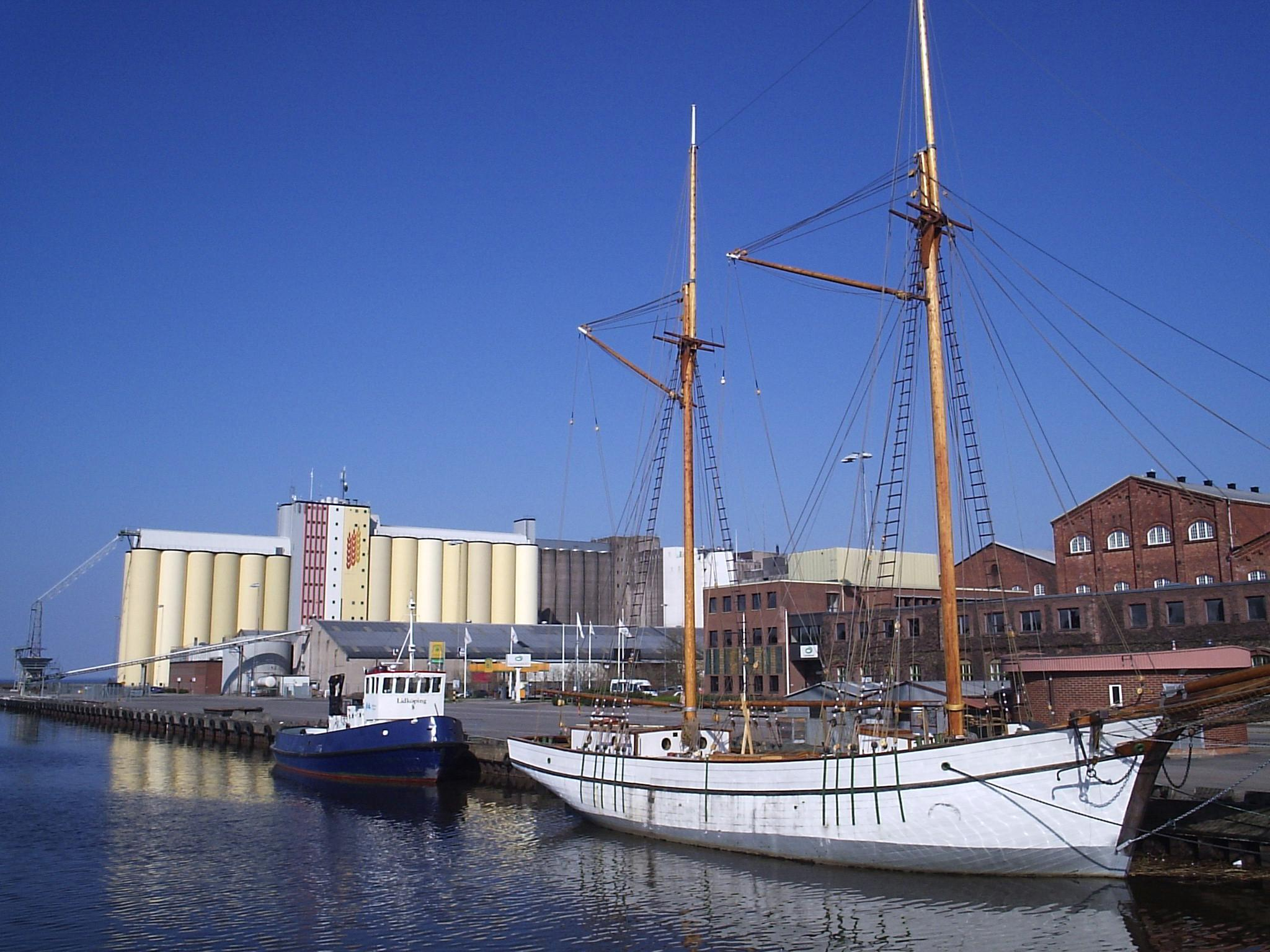
Le voilier Mina chez Lidan's Outlet à Östra Hamnen

La Vädergaleasen Mina est le plus ancien voilier de Suède, construit en 1876 à la ferme Fågelö, Torsö. Elle était gréée comme une galeas et possède une klipperstäv et une petite poupe. Mina a navigué dans le fret suédois jusqu'en 1959, puis est devenu un navire de plaisance. En 1997, elle est reprise par les amis de l'association Vänergaleasen Mina à Lidköping. 